# Familia Both
Both a fost o familie nobiliară ungară. A dat trei ramuri :
- Both de Bothfalva
- Both de Bajna
- Both apoi Burchard Bélavary de Sycava
Printre cei mai importanți membri au fost :
- Péter Both Botfalvai († spre 1417), főispán (supremus comes) al comitatului Ugocsa.
- György Both de Botfalva († spre 1451) főispán al comitatului Ung.
- baron János Both de Bajna (†1493), ban al Croația în 1493.
- baron András Both de Bajna (†1511), fratele lui, ban al Croația (1482 ; 1504–1507 ; 1510-1511).
- János Both de Bajna (†1521), vice-ban al Croația, căpitanul Belgrad.
- Bálint Both de Bajna, főispán al Arad în 1550.
- Erzsébet Both de Bajna, soția lui Nicolas Istuanfius (fr) (1558–1615), istoric și vice-Palatine din Ungaria.
- Dávid (Both) Bélavary, diplomat, consilier influent al principelui Gabriel Bethlen, președintele Camerei Ungariei (1621-1624), domnul căpitan al orașului Muncaci, președintele Camerei regale al Ungariei Superioare.
- Miklós Bélaváry, judecător, consilier și trezorier al Camerei Szepes (1659), guvernator militar al Ungariei Superioare (1666).
- Konrád Bélaváry de Sikava (sec. 18-sec. 19), general, guvernator al Nubiei.
- Konrád Burchard-Bélaváry (1837-1916), consul General din Brazilia, magnatul de afaceri, membru al Casei de Magnats. Cavaler al Ordinului Franz Joseph.
- Jules-Conrad Burchard-Bélaváry (1825-1917), inginer, căpitan de husari (1848), patron al șampanii Delbeck (Reims). Cavaler al Coroanei Ungariei.
- Marcel Burchard-Bélaváry (1864-1914), comandantul în armata franceză, istoric militar, Cavaler al Legiunea de onoare.
- István Burchard-Bélaváry (1864-1933), artist.
- Andor Burchard-Bélaváry (1880-1947), doctor  în drept, consilier regal principal al guvernului, om de afaceri. Cavaler al Ordinului Franz Joseph.